# オロヤAC
オロヤ・アトレティック・クルブ（Horoya Athletic Club）は、ギニアのコナクリをホームタウンとするサッカークラブである。クラブは1975年に創設され、1978年にアフリカンカップウィナーズカップで初優勝した。

## 獲得タイトル

### 国内
- リーグ・アン：21回
  - 1986, 1988, 1989, 1990, 1991, 1992, 1994, 2000, 2001, 2011, 2012, 2013, 2015, 2016, 2017, 2018, 2019, 2021, 2022, 2025
- クープ・ナシオナル：9回
  - 1989, 1994, 1995, 1999, 2013, 2014, 2016, 2018, 2019

### 国際
- アフリカンカップウィナーズカップ：1回
  - 1978
- 西アフリカクラブ選手権：1回
  - 2009

出典

## 歴代所属選手
- アルハッサン・ケイタ 1999-2000
- ナビ・ケイタ
- イシアガ・シラ 2011-2012
- ハディム・エンディアイェ 2014-
- アリスティド・バンセ 2019-